# L'Boulevard
Boulevard des jeunes musiciens, dit L'Boulevard, és un festival de música urbana competitiva, organitzat a Casablanca (Marroc). Permet a noves formacions musicals donar-se conèixer al públic a través d'una competició. El bulevard també s'ha tornat en una de les principals manifestacions del que alguns anomenen el moviment Nayda. Aquest festival es considera el més important festival de músiques actuals a Àfrica i al món àrab.

## Història
Creat el 1999 per Mohamed “Momo” Merhari (músic i director de teatre) i el seu amic, Hicham Bahou, que amb molt pocs recursos de so, llums i decoració, han donat a conèixer nombroses importants estrelles de l'escena musical marroquina, com H-Kayne, Fnaïre o Don Bigg. Aquest esdeveniment es va imaginar al principi com un concurs per a consagrar la millor formació musical en la seva categoria. Al pas dels anys, aquesta ha esdevingut una referència molt important.

## Gestió
És l'associació sense ànim de lucre, L'association eac-l'boulvart qui es dedica ha organitzar el festival, a la promoció i el desenvolupament de les músiques actuals de la cultura urbana del Marroc. Organitza activitats al voltant del descobriments i mecenatge de la jove escena alternativa musical, per a l'organització de concerts, formació, tallers, trobades i festivals. Al Juny del 2009, rebia una donació de la Corona per valor de 2 milions de dírhams (uns 190.000 euros), per poder continuar amb el Festival. Aquesta donació va ser lliurada el mateix rei del Marroc. També organitza un Festival de Cinema Jove que s'anomena Boulevardoc Music Film Festival, que se celebra irregularment. Durant el 2014 s'ha celebrat del 12 al 19 d'abril, però des del 2010 que no se celebrava. El 2010 l'associació va crear el Boultek, el primer centre de músiques actuals del Marroc, que se celebra els seus tallers al mes de maig. La pròxima edició se celebrarà del 21 al 14 de maig de 2014.
La programació del Festival Bulevard inclou grups en competició i també grups convidats que van participar en les edicions anteriors, així com grans formacions nacionals o internacionals, que aportaren la seva contribució al desenvolupament de la jove escena musical marroquina. A l'Edició 2013 varen actuar, entre d'altres: Rachid Taha, The Herbaliser, Bob Maghrib, Barry, Sisimo. Llibre de l'Edició 2013.
Per problemes de falta de finançament, malgrat la donació de la Corona, aquest festival no es va poder celebrar en les seves edicions del 2011 i 2012.

## Espais del Festival
Anteriorment, els concerts es feien a la Sala de la FOL (Federació d'Obres Laiques de Casablanca), però, des de l'edició 2006, els concerts es fan a llocs especialment adaptats:
- L'estadi de la RUC (Racing Universitaire de Casablanca - estadi de Rugbi)
- L'estadi Olímpic de Casablanca
- L'antic escorxador de Casablanca